# Schönau-Berzdorf auf dem Eigen
Schönau-Berzdorf auf dem Eigen, Schönau-Berzdorf a.d. Eigen – miejscowość i gmina w Niemczech, w kraju związkowym Saksonia, w okręgu administracyjnym Drezno, w powiecie Görlitz (do 31 lipca 2008 w powiecie Löbau-Zittau), przy granicy z Polską, na Łużycach Górnych, wchodzi w skład wspólnoty administracyjnej Bernstadt/Schönau-Berzdorf. W 2009 gmina liczyła 1 645 mieszkańców.
Na terenie gminy, na Eigen, znajduje się żelbetonowa wieża widokowa Neuberzdorfer Höhe powstała w latach 2007–2008 i licząca 26 metrów wysokości. Jej dwa tarasy widokowe usytuowane są na wysokości 19 i 21 metrów. Prowadzi do nich 121 schodów. Wstęp na wieżę jest bezpłatny.

## Współpraca
Miejscowość partnerska:
- Volkertshausen, Badenia-Wirtembergia
- Leśna. Polska